# Въоръжени сили на Лесото
Въоръжените сили на Лесото се състоят от Отбранителни войски и Конна полиция. Отбранителните сили са под контрола на министър-председателя на страната, а конната полиция е под контрола на министъра на вътрешните работи. Разузнаването е под директния контрол на министър-председателя. В Лесото няма наборна служба.